# مناسک گذار

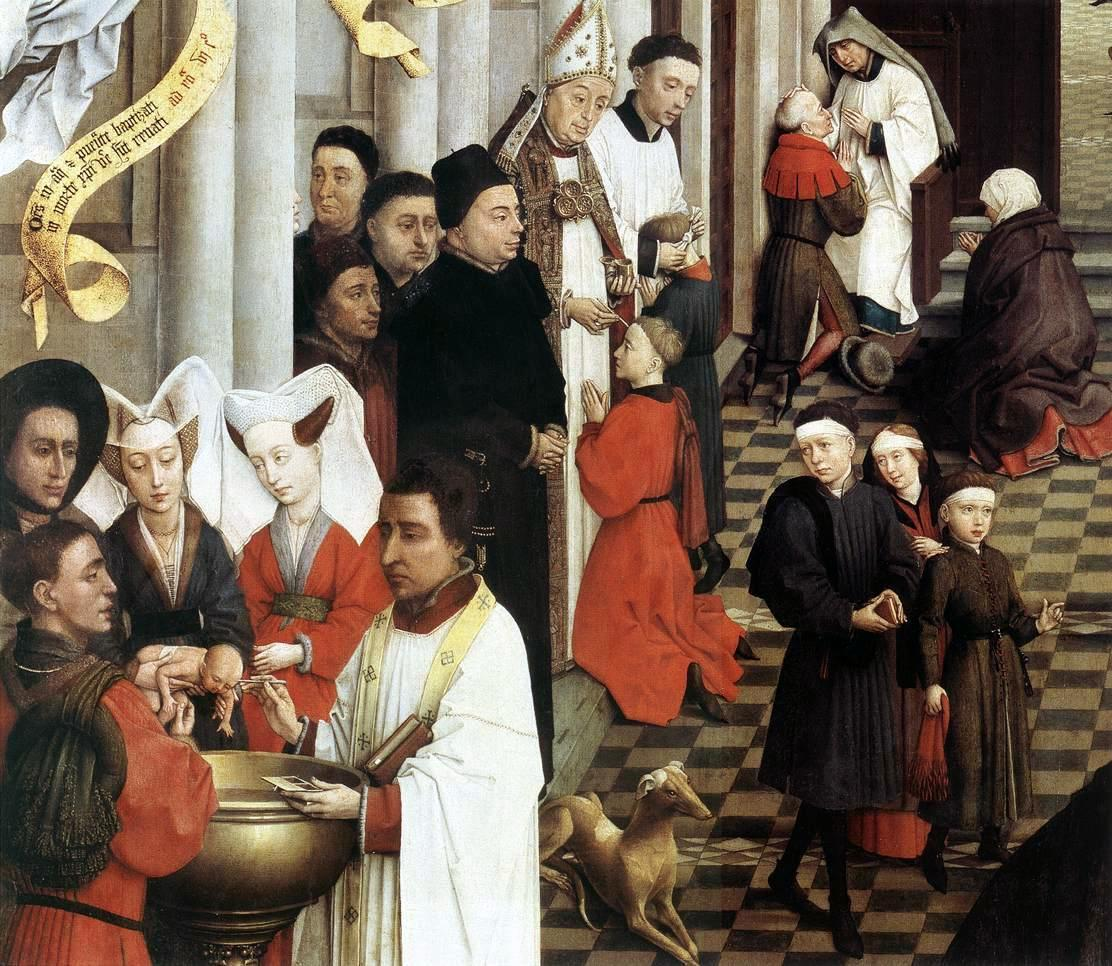
قطعه محراب هفت‌آیین از روخیر فان در ویدن (بخشی از اثر)

مَناسِکِ گَُذار اصطلاحی است در مردم‌شناسی.
منظور از این اصطلاح، توصیف آداب و رسومی است که در دوران حساس زندگی همچون زایش، بلوغ، پیوستن به گروه تازه، زناشویی و نظایر آن برگزار می‌شود. آیین‌های پاگشایی هم‌چون غسل تعمید نیز ازجمله مناسک گذار هستند.
وان جنپ برای مناسک گذار سه مرحله قائل بود:
- مرحله گسست
- مرحله گذار
- مرحله پیوند دوباره

هرچند ویکتور ترنر این سه مرحله را در چهار مرحله معروف خود تبیین می‌کند:
- مرحله گسست
- مرحله بحران
- مرحله جبران
- مرحله پیوند دوباره

که دو مرحله اول معادل همان مرحله گسست وان جنپ است.

## مثال

### دین
- بر میتصوا و بت میتصوا